# アン女王の館

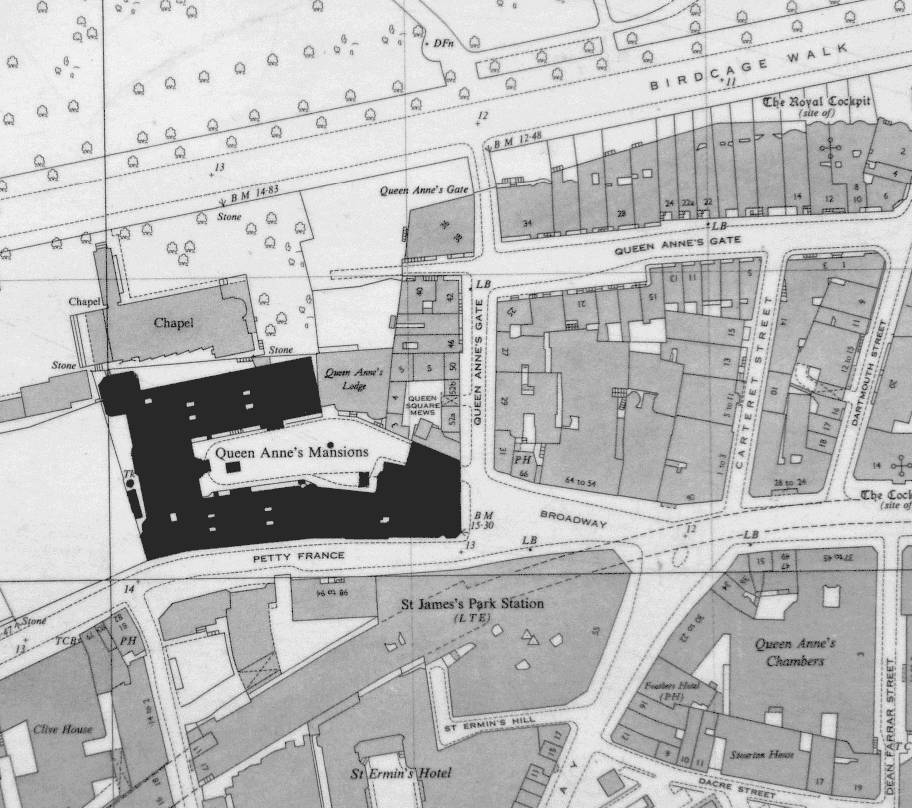
1896年地形図における「アン女王の館」

アン女王の館（アンじょおうのやかた、英：Queen Anne's Mansions、クイーン・アンズ・マンション）は、ロンドン・ウェストミンスターにかつてあった建築物。場所はgrid reference TQ296795。
1873年に建築され、用途は住宅とホテル。当初は12階建て、後に14階建てとなり、イギリスで最も高い建築物であった。

## 歴史

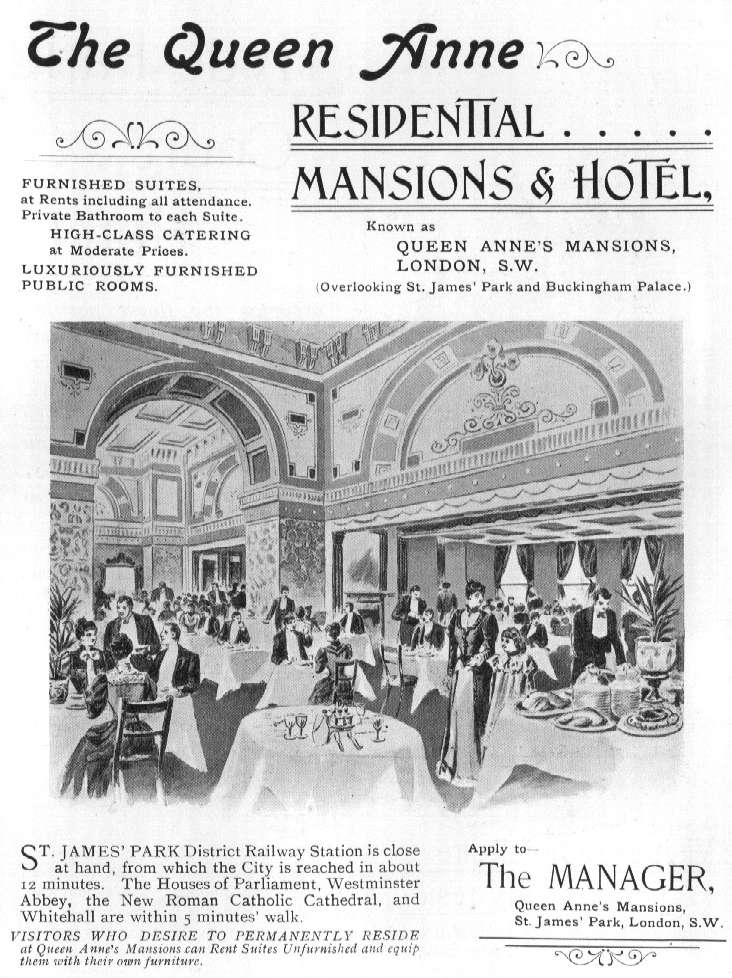
ホテルと住宅の広告（1901年）

1874年と1877年に南と西に増築。これにより、ヴィクトリア女王はバッキンガム宮殿からウェストミンスター宮殿が見られなくなると不快感を示したが、当時は100フィート（30.5メートル）以上の建築物を制限する法規はなかった。その結果、80フィート（24.4メートル）の高さ制限を規定したロンドン建築法が1894年に制定されることになる。
第二次世界大戦中には、政府機関庁舎として徴用され、防空壕が建設され海軍本部医務局が入居していた
1947年には、建設省 (Ministry of Works) が21年間賃貸することとなった。
1973年に解体され、跡地には50 Queen Anne's Gate（現在は102 Petty France）が建設された。

## 著名な居住者ほか
- エドワード・エルガー (作曲家)
"エルガーはコンチェルトに集中できるよう、アン女王の館の部屋を借りた"[3]
- オーガスタ・グレゴリー (アイルランドの劇作家、詩人)
"3月17日イタリアへ発つ前に、オーガスタはアン女王の館にある自身の部屋を諦め" ... "1902年の初めに、彼女はアン女王の館の新しい部屋を借りた"[4]
- 平賀譲（帝国海軍技術中将、工学博士、東京帝国大学総長）
2度のロンドン出張時にアン女王の館に寄宿した。